# Moravisch museum

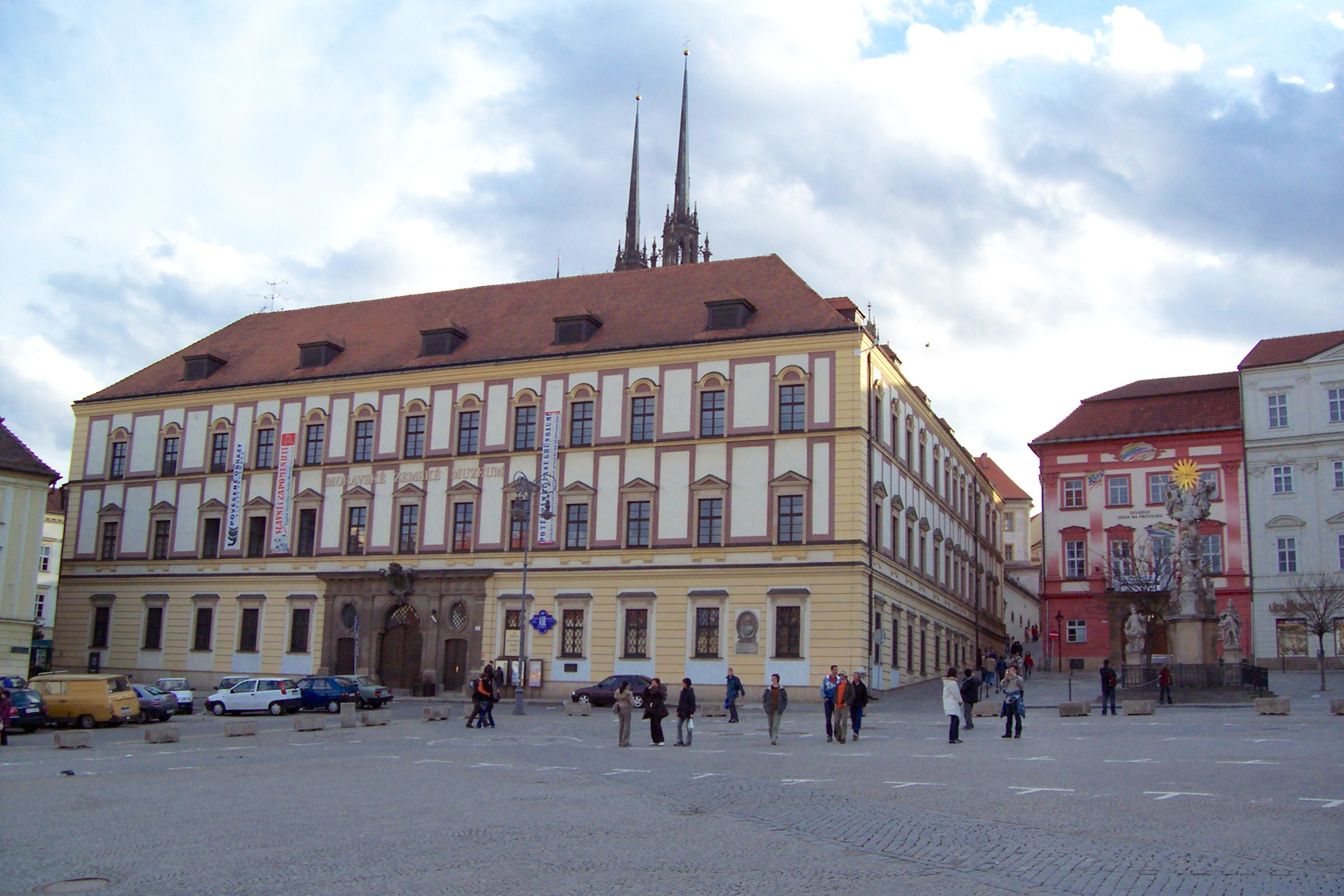
Het Moravisch museum in Brno

Het Moravisch museum (Tsjechisch: Moravské zemské muzeum) is een museum in Brno in Tsjechië.
Het werd gesticht in juli 1817 en is het op een na grootste en oudste museum van Tsjechië. De collectie bestaat uit meer dan zes miljoen objecten op het gebied van wetenschap en cultuur.